# Helicocranchia joubini
Helicocranchia joubini är en bläckfiskart som först beskrevs av Voss 1962.  Helicocranchia joubini ingår i släktet Helicocranchia och familjen Cranchiidae. Inga underarter finns listade i Catalogue of Life.